# 67ste Oscaruitreiking
De 67ste Oscaruitreiking, waarbij prijzen werden uitgereikt aan de beste prestaties in films uit 1994, vond plaats op 27 maart 1995 in het Shrine Auditorium in Los Angeles. De ceremonie werd gepresenteerd door de Amerikaanse talkshowhost David Letterman. De genomineerden werden op 14 februari bekendgemaakt door Arthur Hiller, voorzitter van de Academy, en actrice Angela Bassett in het Samuel Goldwyn Theater te Beverly Hills.
De grote winnaar van de avond was Forrest Gump, met in totaal dertien nominaties en zes Oscars. Tom Hanks won, net als het jaar daarvoor, de Oscar voor Beste mannelijke hoofdrol.

## Winnaars en genomineerden
De winnaars staan bovenaan in vet lettertype.

#### Beste film
- Forrest Gump
  - Four Weddings and a Funeral
  - Pulp Fiction
  - Quiz Show
  - The Shawshank Redemption

#### Beste regisseur
- Robert Zemeckis - Forrest Gump
  - Woody Allen - Bullets Over Broadway
  - Krzysztof Kieślowski - Red
  - Robert Redford - Quiz Show
  - Quentin Tarantino - Pulp Fiction

#### Beste mannelijke hoofdrol
- Tom Hanks - Forrest Gump
  - Morgan Freeman - The Shawshank Redemption
  - Nigel Hawthorne - The Madness of King George
  - Paul Newman - Nobody's Fool
  - John Travolta - Pulp Fiction

#### Beste vrouwelijke hoofdrol
- Jessica Lange - Blue Sky
  - Jodie Foster - Nell
  - Miranda Richardson - Tom & Viv
  - Winona Ryder - Little Women
  - Susan Sarandon - The Client

#### Beste mannelijke bijrol
- Martin Landau - Ed Wood
  - Samuel L. Jackson - Pulp Fiction
  - Chazz Palminteri - Bullets Over Broadway
  - Paul Scofield - Quiz Show
  - Gary Sinise - Forrest Gump

#### Beste vrouwelijke bijrol
- Dianne Wiest - Bullets Over Broadway
  - Rosemary Harris - Tom & Viv
  - Helen Mirren - The Madness of King George
  - Uma Thurman - Pulp Fiction
  - Jennifer Tilly - Bullets Over Broadway

#### Beste originele scenario
- Pulp Fiction - Quentin Tarantino en Roger Avary
  - Bullets Over Broadway - Woody Allen en Douglas McGrath
  - Four Weddings and a Funeral - Richard Curtis
  - Heavenly Creatures - Frances Walsh en Peter Jackson
  - Red - Krzysztof Piesiewicz en Krzysztof Kieślowski

#### Beste bewerkte scenario
- Forrest Gump - Eric Roth
  - The Madness of King George - Alan Bennett
  - Nobody's Fool - Robert Benton
  - Quiz Show - Paul Attanasio
  - The Shawshank Redemption - Frank Darabont

#### Beste niet-Engelstalige film
- Burnt by the Sun - Rusland
  - Before the Rain - Macedonië
  - Eat Drink Man Woman - Taiwan
  - Farinelli: Il Castrato - België
  - Strawberry and Chocolate - Cuba

#### Beste documentaire
- Maya Lin: A Strong Clear Vision - Freida Lee Mock en Terry Sanders
  - Complaints of a Dutiful Daughter - Deborah Hoffmann
  - D-Day Remembered - Charles Guggenheim
  - Freedom of My Mind - Connie Field en Marilyn Mulford
  - A Great Day in Harlem - Jean Bach

#### Beste camerawerk
- Legends of the Fall - John Toll
  - Forrest Gump - Don Burgess
  - Red - Piotr Sobocinski
  - The Shawshank Redemption - Roger Deakins
  - Wyatt Earp - Owen Roizman

#### Beste montage
- Forrest Gump - Arthur Schmidt
  - Hoop Dreams - Frederick Marx, Steve James en Bill Haugse
  - Pulp Fiction - Sally Menke
  - The Shawshank Redemption - Richard Francis-Bruce
  - Speed - John Wright

#### Beste artdirection
- The Madness of King George - Ken Adam en Carolyn Scott
  - Bullets Over Broadway - Santo Loquasto en Susan Bode
  - Forrest Gump - Rick Carter en Nancy Haigh
  - Interview with the Vampire - Dante Ferretti en Francesca Lo Schiavo
  - Legends of the Fall - Lilly Kilvert en Dorree Cooper

#### Beste originele muziek
- The Lion King - Hans Zimmer
  - Forrest Gump - Alan Silvestri
  - Interview with the Vampire - Elliot Goldenthal
  - Little Women - Thomas Newman
  - The Shawshank Redemption - Thomas Newman

#### Beste originele nummer
- "Can You Feel the Love Tonight" uit The Lion King - Muziek: Elton John, tekst: Tim Rice
  - "Circle of Life" uit The Lion King - Muziek: Elton John, tekst: Tim Rice
  - "Hakuna Matata" uit The Lion King - Muziek: Elton John, tekst: Tim Rice
  - "Look What Love Has Done" uit Junior - Muziek en tekst: Carole Bayer Sager, James Newton Howard, James Ingram en Patty Smyth
  - "Make up Your Mind" uit The Paper - Muziek en tekst: Randy Newman

#### Beste geluid
- Speed - Gregg Landaker, Steve Maslow, Bob Beemer en David R.B. MacMillan
  - Clear and Present Danger - Donald O. Mitchell, Michael Herbick, Frank A. Montaño en Arthur Rochester
  - Forrest Gump - Randy Thom, Tom Johnson, Dennis Sands en William B. Kaplan
  - Legends of the Fall - Paul Massey, David Campbell, Christopher David en Douglas Ganton
  - The Shawshank Redemption - Robert J. Litt, Elliot Tyson, Michael Herbick en Willie Burton

#### Beste geluidseffectbewerking
- Speed - Stephen Hunter Flick
  - Clear and Present Danger - Bruce Stambler en John Leveque
  - Forrest Gump - Gloria S. Borders en Randy Thom

#### Beste visuele effecten
- Forrest Gump - Ken Ralston, George Murphy, Stephen Rosenbaum en Allen Hall
  - The Mask - Scott Squires, Steve Williams, Tom Bertino en Jon Farhat
  - True Lies - John Bruno, Thomas L. Fisher, Jacques Stroweis en Patrick McClung

#### Beste kostuumontwerp
- The Adventures of Priscilla, Queen of the Desert - Lizzy Gardiner en Tim Chappel
  - Bullets Over Broadway - Jeffrey Kurland
  - Little Women - Colleen Atwood
  - Maverick - April Ferry
  - Queen Margot - Moidele Bickel

#### Beste grime
- Ed Wood - Rick Baker, Ve Neill en Yolanda Toussieng
  - Forrest Gump - Daniel C. Striepeke, Hallie D'Amore en Judith A. Cory
  - Mary Shelley's Frankenstein - Daniel Parker, Paul Engelen en Carol Hemming

#### Beste korte film
- Franz Kafka's It's a Wonderful Life - Peter Capaldi en Ruth Kenley-Letts
- Trevor - Peggy Rajski en Randy Stone
  - Kangaroo Court - Sean Astin en Christine Astin
  - On Hope - JoBeth Williams en Michele McGuire
  - Syrup - Paul Unwin en Nick Vivian

#### Beste korte animatiefilm
- Bob's Birthday - Alison Snowden en David Fine
  - The Big Story - Tim Watts en David Stoten
  - The Janitor - Vanessa Schwartz
  - The Monk and the Fish - Michael Dudok de Wit
  - Triangle - Erica Russell

#### Beste korte documentaire
- A Time for Justice - Charles Guggenheim
  - 89mm od Europy (89mm from Europe) - Marcel Łoziński
  - Blues Highway - Vince DiPersio en Bill Guttentag
  - School of Assassins - Robert Richter
  - Straight from the Heart - Dee Mosbacher en Frances Reid

#### Irving G. Thalberg Memorial Award
- Clint Eastwood

#### Jean Hersholt Humanitarian Award
- Quincy Jones

#### Ere-award
- Michelangelo Antonioni, ter erkenning van zijn positie als een van de meest vooraanstaande visuele stylisten van de cinema.[2]

## Films met meerdere nominaties
De volgende films ontvingen meerdere nominaties:
| Nominaties | Film                        | Awards |
| ---------- | --------------------------- | ------ |
| 13         | Forrest Gump                | 6      |
| 7          | Bullets Over Broadway       | 1      |
| 7          | Pulp Fiction                | 1      |
| 7          | The Shawshank Redemption    |        |
| 4          | The Lion King               | 2      |
| 4          | The Madness of King George  | 1      |
| 4          | Quiz Show                   |        |
| 3          | Legends of the Fall         | 1      |
| 3          | Little Women                |        |
| 3          | Red                         |        |
| 3          | Speed                       | 2      |
| 2          | Clear and Present Danger    |        |
| 2          | Ed Wood                     | 2      |
| 2          | Four Weddings and a Funeral |        |
| 2          | Interview with the Vampire  |        |
| 2          | Nobody's Fool               |        |
| 2          | Tom & Viv                   |        |